# Chips (Band)
Chips waren eine schwedische Country- und Popgruppe, die aus Kikki Danielsson, Lasse Holm, Britta Johansson (bis 1980–1981) und der norwegischen Staatsbürgerin Elisabeth Andreasson (1981–1982) bestand.

## Hintergrund
1982 vertrat die Gruppe Schweden beim Eurovision Song Contest in Harrogate und errang den 8. Platz.

## Diskografie (Auswahl)

### Alben
| Jahr | Titel          | Höchstplatzierung, Gesamtwochen, AuszeichnungChartsChartplatzierungen (Jahr, Titel, Platzierungen, Wochen, Auszeichnungen, Anmerkungen) | Anmerkungen |
| Jahr | Titel          | SE | Anmerkungen |
| ---- | -------------- | --- | ----------- |
| 1980 | Chips          | SE22 (4 Wo.)SE |             |
| 1982 | Having a Party | SE12 (4 Wo.)SE |             |

### Singles
| Jahr | Titel Album                  | Höchstplatzierung, Gesamtwochen, AuszeichnungChartsChartplatzierungen (Jahr, Titel, Album, Platzierungen, Wochen, Auszeichnungen, Anmerkungen) | Anmerkungen |
| Jahr | Titel Album                  | SE | Anmerkungen |
| ---- | ---------------------------- | --- | ----------- |
| 1980 | Mycké, mycké mer Chips       | SE16 (2 Wo.)SE |             |
| 1982 | Dag efter dag Having a Party | SE4 (6 Wo.)SE |             |

Weitere Singles
- 1980: High school
- 1981: God morgon
- 1982: Här kommer solen